# WrestleMania 39
Cet article concerne l'édition 2023 de l'événement WrestleMania. Pour toutes les autres éditions, voir WrestleMania.
La 39e édition de WrestleMania (commercialisé sous le nom de WrestleMania Hollywood) est un Premium Live Event de catch (lutte professionnelle) produit par la World Wrestling Entertainment (WWE), une fédération de catch américaine, qui est télédiffusée, visible en paiement à la séance et sur le WWE Network. L'événement a eu lieu les 1er et 2 avril 2023 au SoFi Stadium d'Inglewood (Californie). Il s'agit de la trente-neuvième édition de WrestleMania, qui fait partie avec le Royal Rumble, SummerSlam et les Survivor Series du « Big Four » à savoir « les Quatre Grands », les quatre plus grands événements que produit la compagnie chaque année.

## Contexte
Les spectacles de la World Wrestling Entertainment (WWE) sont constitués de matchs aux résultats prédéterminés par les scénaristes de la WWE. Ces rencontres sont justifiées par des storylines – une rivalité avec un catcheur, la plupart du temps – ou par des qualifications survenues dans les shows de la WWE telles que Raw, SmackDown et NXT. Tous les catcheurs possèdent une gimmick, c'est-à-dire qu'ils incarnent un personnage gentil (Face) ou méchant (Heel), qui évolue au fil des rencontres. Un événement comme WrestleMania est donc un événement tournant pour les différentes storylines en cours,.

### Roman Reigns (c) contre Cody Rhodes
Le 28 janvier au Royal Rumble, Cody Rhodes fait son retour de blessure après 7 mois et demi d'absence, à la suite d'une déchirure du muscle pectoral, et remporte le 30-Men Royal Rumble match. Plus tard lors du main event de la soirée, Roman Reigns bat Kevin Owens pour conserver son championnat Universel incontesté de la WWE. Deux soirs plus tard à Raw, Rhodes choisit officiellement Reigns comme adversaire pour son titre. Lors de l'Elimination Chamber, Reigns conserve son titre Universel incontesté en battant Sami Zayn, officialisant ainsi le match entre les deux hommes pour WrestleMania.

### The Usos (c) contre Kevin Owens et Sami Zayn
Le 28 janvier au Royal Rumble, Roman Reigns a conservé son titre Universel incontesté en battant Kevin Owens. Mais après le combat, Sami Zayn effectue un Face Turn, car il trahit la Bloodline et frappe The Tribal Chief avec une chaise. Le 17 mars à SmackDown, Cody Rhodes essaie de l'aider à se réconcilier avec Kevin Owens, mais ce dernier ne veut rien savoir. Alors que le second allait partir, il le retrouve pour lui dire qu'ils sont frères et qu'il l'aime. Après avoir essayé de raisonner Jey Uso et s'être fait attaquer par les jumeaux samoans, Kevin Owens vole à sa rescousse, puis les deux catcheurs se réconcilient avec un câlin et reforment officiellement un duo. Quatorze soirs plus tard à WrestleMania SmackDown, le duo canadien défie le duo samoan pour les ceintures incontestées par équipes sur la plus grande scène du monde, ce que la seconde équipe accepte.

### Austin Theory (c) contre John Cena
Le 6 mars à Raw, John Cena fait son retour dans le show rouge. Austin Theory le défie dans un match et souhaite mettre sa propre ceinture en jeu contre lui au PLE. Le premier refuse au départ, mais à la suite des nombreuses provocations du second, il change d'avis et répond au jeune catcheur qu'il va regretter de lui avoir proposé ce combat.

### Bianca Belair (c) contre Asuka
Le 28 janvier au Royal Rumble, Bianca Belair conserve son titre féminin de Raw en battant Alexa Bliss. Le 18 février à Elimination Chamber, Asuka remporte le Women's Elimination Chamber match et devient aspirante no 1 à la ceinture de la première sur la plus grande scène du monde.

### Charlotte Flair (c) contre Rhea Ripley
Le 28 janvier au Royal Rumble, Rhea Ripley remporte le 30-Women Royal Rumble match. Deux soirs plus tard à Raw, elle choisit officiellement Charlotte Flair comme adversaire.

### Edge contreThe DemonFinn Bálor
Le 6 mai 2022 à Raw, Finn Bálor effectue un Heel Turn, rejoint officiellement le Judgment Day et en devient le leader à la place d'Edge, car Damian Priest et lui se retournent contre le second, le tabassent, le font passer à travers la table des commentateurs et lui portent un Con-Chair-To. Le 8 octobre à Extreme Rules, les deux hommes s'affrontent pour la première fois dans un «I Quit» match, gagné par l'Irlandais.
Le 20 mars à Raw, The Rated-R Superstar demande un match revanche à son adversaire sur la plus grande scène du monde, dans un Hell in a Cell match, et lui conseille de faire appel à sa forme démoniaque.

### Gunther (c) contre Drew McIntyre contre Sheamus
Le 17 mars à SmackDown, Drew McIntyre et Sheamus s'affrontent afin de déterminer l'aspirant no 1 au titre Intercontinental sur la plus grande scène du monde, mais leur combat se termine en match nul, car Gunther intervient dans la rencontre et attaque les deux catcheurs. Adam Pearce, le GM de la compagnie, décide que l'Autrichien mettra sa ceinture en jeu contre ses deux geôliers dans un Triple Threat match au PLE. La semaine suivante à SmackDown, les trois catcheurs européens signent officiellement le contrat du combat précédemment désigné.

### Rey Mysterio contre Dominik Mysterio
Le 3 septembre 2022 à Clash at the Castle, Edge et Rey Mysterio battent le Judgment Day (Damian Priest et Finn Bálor). Mais après le combat, Dominik Mysterio effectue un Heel Turn, car il porte un Low-Blow au Rated-R Superstar, une Clothesline sur son propre père et rejoint officiellement le clan ennemi.
Le 24 mars à SmackDown, après avoir été poussé à bout et provoqué sans cesse par son propre fils qui cherche à l'affronter depuis 7 mois, le Hall of Famer luchador finit par craquer et donne un coup de poing au jeune catcheur, après que ce dernier ait manqué de respect à sa propre mère. Il accepte ensuite d'affronter son enfant sur la plus grande scène du monde.

### Brock Lesnar contre Omos
Le 20 février à Raw, MVP, le manager d'Omos, se moque ouvertement de Brock Lesnar et lui demande une réponse pour la semaine prochaine concernant le défi lancé par son protégé à ce dernier sur la plus grande scène du monde. La semaine suivante à Raw, l'ancien protégé de Paul Heyman accepte d'affronter le géant nigérian au PLE.

### Seth "Freakin" Rollins contre Logan Paul
Le 28 janvier au Royal Rumble, Logan Paul fait son retour de blessure en tant que Heel, entre dans son tout premier Men's Royal Rumble match en avant-dernière position, élimine Seth "Freakin" Rollins avant d'être lui-même éliminé en avant-dernier par le futur gagnant, Cody Rhodes. Le 18 février à Elimination Chamber, pendant le Men's Elimination Chamber match pour le titre des États-Unis, le premier intervient dans la rencontre pour attaquer le second avec un poing américain, ce qui permet à Austin Theory de conserver sa ceinture. Le 8 mars, le match entre les deux hommes sur la plus grande scène du monde est officiellement annoncé.

## Tableaux des matchs

### 1eravril
| Ordre par numéros                                                                         | Résultat | Stipulation(s)                                               | Temps |
| ----------------------------------------------------------------------------------------- | --- | ------------------------------------------------------------ | ----- |
| 1                                                                                         | Austin Theory (c) bat John Cena, | Match simple pour le WWE United States Championship          | 11:20 |
| 2                                                                                         | The Street Profits (Angelo Dawkins et Montez Ford) battent Braun Strowman et Ricochet, The Viking Raiders (Erik et Ivar) et Alpla Academy (Chad Gable et Otis), | Men's WrestleMania Showcase Fatal 4-Way Tag Team match       | 8:30  |
| 3                                                                                         | Seth "Freakin" Rollins bat Logan Paul (avec KSI), | Match simple                                                 | 16:15 |
| 4                                                                                         | Becky Lynch, Lita et Trish Stratus battent Damage CTRL (Bayley, Dakota Kai et IYO SKY),                                                                         | 6-Women Tag Team match                                       | 14:40 |
| 5                                                                                         | Rey Mysterio bat Dominik Mysterio, | Match simple                                                 | 14:55 |
| 6                                                                                         | Rhea Ripley bat Charlotte Flair (c), | Match simple pour le WWE SmackDown Women's Championship      | 23:35 |
| 7                                                                                         | Pat McAfee bat The Miz, | Match simple                                                 | 3:40  |
| 8                                                                                         | Kevin Owens et Sami Zayn battent The Usos (Jimmy et Jey) (c),                                                                                                   | Tag Team match pour les Undisputed WWE Tag Team Championship | 24:15 |
| La lettre C placée entre parenthèses désigne la personne ou l’équipe championne en titre. | |                                                              |       |

### 2 avril
| Ordre par numéros                                                                         | Résultat | Stipulation(s)                                                | Temps |
| ----------------------------------------------------------------------------------------- | --- | ------------------------------------------------------------- | ----- |
| 1                                                                                         | Brock Lesnar bat Omos (avec MVP), | Match simple                                                  | 4:55  |
| 2                                                                                         | Ronda Rousey et Shayna Baszler battent Liv Morgan et Raquel Rodriguez, Natalya et Shotzi, Chelsea Green et Sonya Deville par soumission, | Women's WrestleMania Showcase Fatal 4-Way Tag Team match      | 8:25  |
| 3                                                                                         | Gunther (c) bat Drew McIntyre et Sheamus,                                                                                                | Triple Threat match pour le WWE Intercontinental Championship | 16:40 |
| 4                                                                                         | Bianca Belair (c) bat Asuka, | Match simple pour le WWE Raw Women's Championship             | 16.05 |
| 5                                                                                         | Snoop Dogg bat The Miz, | Match simple                                                  | 2:20  |
| 6                                                                                         | Edge bat The Demon Finn Bálor, | Hell in a Cell match                                          | 18:10 |
| 7                                                                                         | Roman Reigns (c) (avec Paul Heyman et Solo Sikoa) bat Cody Rhodes,                                                                       | Match simple pour l'Undisputed WWE Universal Championship     | 34:35 |
| La lettre C placée entre parenthèses désigne la personne ou l’équipe championne en titre. | |                                                               |       |